# Хамад бен Джасим бен Джабер Аль Тани
Ха́мид бен Джа́сим бен Джабер Аль Та́ни (араб. حمد بن جاسم بن جبر ال ثاني‎; род. 1959, Доха) — премьер-министр Катара с 2007 по 2013 год, министр иностранных дел Катара с 1992 по 2013 год.

## Биография
Родился в Дохе в 1959 году. Хамид бен Джасим — пятый сын Джасима бен Джабера Аль Тани.
С 1982 года Хамид бен Джасим занимал различные государственные посты. С 1992 года занимал должность министра иностранных дел Катара. С апреля 2007 года совмещал работу в должности министра иностранных дел и работу в должности премьер-министра.
В марте 2010 года по приглашению председателя правительства Российской Федерации В. В. Путина посетил с рабочим визитом Россию.
Летом 2013 года в Катаре сменился эмир. Новый эмир Тамим бин Хамад Аль Тани сразу произвёл смену правительства, в результате которой Хамид бен Джасем перестал занимать посты премьер-министра и министра иностранных дел.
Почётный доктор МГИМО с 2010 года.

## Награды
- Отличие «Именное огнестрельное оружие» (30 ноября 2012, Украина)[4]